# Куретуріле
Куретуріле (рум. Curăturile) — село у повіті Вилча в Румунії. Адміністративно підпорядковане місту Беїле-Говора.
Село розташоване на відстані 166 км на північний захід від Бухареста, 16 км на захід від Римніку-Вилчі, 87 км на північ від Крайови, 129 км на південний захід від Брашова.

## Населення
За даними перепису населення 2002 року у селі проживала 91 особа, усі — румуни. Усі жителі села рідною мовою назвали румунську.